# Inteligentny system pomiarowy
Inteligentny system pomiarowy (ang. Smart Metering – SM) – system elektroniczny, za pomocą którego można zmierzyć zużycie energii, uzyskując więcej informacji niż w przypadku konwencjonalnego licznika, a także przesyłać i otrzymywać dane przy wykorzystaniu łączności elektronicznej.
Systemy te obejmują inteligentne liczniki energii elektrycznej odbiorców energii, infrastrukturę telekomunikacyjną, centralną bazę danych oraz system zarządzający. Inteligentne systemy pomiarowe są częścią inteligentnej sieci elektroenergetycznej i nie powinny być rozpatrywane w oderwaniu od niej.
Inteligentne systemy pomiarowe umożliwiają dwukierunkową komunikację, w czasie rzeczywistym, systemów informatycznych z elektronicznymi licznikami energii elektrycznej. Ponadto mogą automatyzować cały proces rozliczania odbiorców energii, od pozyskania danych pomiarowych poprzez ich przetwarzanie i agregację, aż do wystawienia faktur.
Częściami takiego systemu są:
- AMI – Zaawansowana infrastruktura pomiarowa;
- MDM (ang. Meter Data Management) – oprogramowanie biznesowe do zarządzania danymi pomiarowymi.